# Oxalis nubigena
Oxalis nubigena là một loài thực vật có hoa trong họ Chua me đất. Loài này được Walp. mô tả khoa học đầu tiên năm 1843.